# Stads- en streekvervoer in Groningen
Het stads- en streekvervoer in Groningen geeft een overzicht van alle buslijnen en regionale treinen die gereden worden in de provincie Groningen. Het gaat hier om de lijnen die zich in de provincie begeven, maar ook lijnen die de provincie doorkruisen.
De bussen maken onderdeel uit van de concessie Groningen Drenthe (GD). De concessie voor het busvervoer wordt verstrekt door het OV-bureau Groningen Drenthe. In Groningen wordt sinds 13 december 2009 het busvervoer geregeld door Qbuzz. Voorheen werd het busvervoer geregeld door Arriva en Connexxion.
De regionale treinen in de provincie maken onderdeel uit van de Noordelijke Nevenlijnen. Deze wordt verstrekt door de provincies Groningen en Friesland.
De vetgedrukte plaatsnamen bevinden zich buiten de provincie Groningen. De schuingedrukte plaatsnamen bevinden zich in Duitsland. Bij lijnen die horen bij concessies die niet uit Groningen komen is tevens de opdrachtgevende OV-autoriteit vermeld.

## Huidige concessies
Omdat de provincie Groningen samen met de provincie Drenthe één grote concessie vormt, worden op deze pagina alleen de buslijnen in Groningen vermeld van deze concessie en de provincieoverschrijdende buslijnen.
| OV-autoriteit                     | Concessiegebied                             | Vervoerder            | Duur                    |
| --------------------------------- | ------------------------------------------- | --------------------- | ----------------------- |
| OV-bureau Groningen Drenthe       | Groningen-Drenthe                           | Qbuzz                 | 15.12.2019 - 08.12.2029 |
| OV-bureau Groningen Drenthe       | Publiek vervoer Groningen-Drenthe           | Diverse taxibedrijven | 08.04.2018 - ??.08.2026 |
| Provincies Groningen en Friesland | Regionaal spoorvervoer Fryslân en Groningen | Arriva                | 13.12.2020 - 15.12.2035 |

## OV-chipkaart
De provincies Groningen en Drenthe waren de laatste regio's waar de OV-chipkaart werd ingevoerd. Oorspronkelijk zou de chipkaart in de bussen in Groningen en Drenthe (vervoerder Qbuzz en Arriva Touring) al in oktober 2010 ingevoerd worden, maar door een vertraagde levering van chipkaartapparatuur aan Qbuzz werd de invoering uitgesteld, in eerste instantie tot begin december 2010 en later tot nader order. Voor elke maand dat de ingebruikname langer duurde, heeft het OV-bureau Groningen Drenthe een boete van €50.000,- opgelegd.
Sinds 16 maart 2011 is de kaart in de grote bussen van Qbuzz en Arriva Touring te gebruiken en werd het kilometertarief vastgesteld op €0,126 en voor de nachtbussen in Groningen op €0,19. Van 10 juni tot 3 september 2011 werd ter promotie 25% korting op het basis- en kilometertarief gegeven. Op 1 januari 2012 ging het tarief omhoog naar €0,132 en het tarief van de nachtbus naar €0,264. Op 18 juni 2012 was de OV-chipkaartapparatuur ook in de kleine bussen geïnstalleerd. De OV-chipkaart is sindsdien te gebruiken in alle bordeauxrood/grijze Qbuzz, DVG, Taxi De Grooth, Taxi Nuis, UVO/Van Dijk en Connexxion Taxi Services (stadsdienst Hoogeveen en -Meppel) bussen, de blauwe Arriva en Qbuzz Qliner bussen (behalve lijnen 315, 325 en 335) en belbus. In de buurtbus en regiotaxi is het niet mogelijk om met de OV-chipkaart te reizen.
Per 1 januari 2023 is het tarief verhoogd, 
- Instaptarief: per 1 januari 2023 € 1,08.
- Kilometertarief: per 1 januari 2023 € 0,188.

Reductietarief;
Alleen voor personen van 4 t/m 11 jaar en 65+  met een persoonlijke OV-chipkaart 
- Instaptarief reductie: per 1 januari 2023 € 0,71.
- Kilometertarief reductie: per 1 januari 2022 € 0,113.

Echter zonder overstappen wordt de totale reissom per rit niet hoger dan € 8,53.

## Concessie Groningen-Drenthe (Qbuzz)
Onderstaande dienstregeling geldt vanaf 7 juli 2025.
| Lijn                  | Route                                                                     | Via | Opmerkingen |
| --------------------- | ------------------------------------------------------------------------- | --- | --- |
| Q-link                |                                                                           | | |
| 1                     | P+R Reitdiep - Hoofdstation                                               | Zernike Campus, Paddepoel, Station Noord, UMCG, Zuiderdiep                                                      | |
| 2                     | Zuidhorn Station - Station Europapark                                     | Aduard, P+R Reitdiep, Zernike Campus, Paddepoel, Station Noord, UMCG, P+R Euroborg P3                           | Rijdt niet 's avonds na 19:15 en in het weekend. |
| 3                     | Ruischerbrug - Leek/Tolbert                                               | Lewenborg, P+R Kardinge, Oosterhamriktracé, UMCG, Hoofdstation, P+R Hoogkerk, P+R Leek A7                       | Rijdt om en om van/naar Tolbert of Leek Oostindie. |
| 4                     | Beijum - Roden Kastelenlaan                                               | Kardinge, Oosterhamriktracé, UMCG, Hoofdstation, P+R Hoogkerk, Peize                                            | Deel van de ritten rijdt in het weekend niet verder dan Hoofdstation of P+R Hoogkerk. |
| 5                     | Scharmer Goldbergweg / Meerstad - Annen Zuid                              | P+R Meerstad, IKEA, UMCG, Schuitendiep, Hoofdstation, P+R Haren/A28, Zuidlaren                                  | Deel van de ritten rijdt niet verder dan P+R Haren/A28. |
| 6                     | P+R Haren/A28 - Delfzijl Station                                          | Hoofdstation, Ten Boer, Ten Post, Appingedam                                                                    | Een deel van de ritten rijdt niet verder dan Appingedam, 's avonds en in het weekend vanaf het Hoofdstation.                                                                                   |
| 11                    | P+R Reitdiep - Hoofdstation                                               | Paddepoel, Station Noord, UMCG, Zuiderdiep                                                                      | 's Ochtends van P+R Reitdiep naar Hoofdstation en 's middags van Hoofdstation naar P+R Reitdiep. Rijdt niet 's avonds en in het weekend.                                                       |
| 15                    | Hoofdstation - Zernike Campus                                             | Westelijke Ringweg, Paddepoel                                                                                   | Rijdt niet 's avonds na 21:15, in het weekend en tijdens schoolvakanties. |
| Stadsdienst Groningen |                                                                           | | |
| 7                     | Hoofdstation - Paddepoel                                                  | Westerhaven, Schildersbuurt, Vinkhuizen                                                                         | |
| 8                     | P+R Hoogkerk - Station Europapark                                         | Hoogkerk, Hoendiep, Schildersbuurt, Westerhaven, Hoofdstation, De Wijert, Coendersborg                          | |
| 9                     | Zernike Noord - De Punt Busstation                                        | Zernike Campus, Paddepoel, Oranjewijk, Schildersbuurt, Westerhaven, Hoofdstation, De Wijert, Paterswolde, Eelde | |
| 10                    | Station Noord - P+R Hoogkerk                                              | De Hoogte, Korrewegwijk, UMCG, Hoofdstation, De Wijert, Martini Ziekenhuis                                      | |
| 18                    | P+R Hoogkerk - Zernike Campus                                             | Vinkhuizen, Paddepoel                                                                                           | Rijdt niet 's avonds en in het weekend. |
| 19                    | Hoornsemeer - Paddepoel                                                   | Martini Ziekenhuis, De Wijert, Hoofdstation, Westerhaven, Schildersbuurt, Oranjewijk                            | |
| Streekdienst          |                                                                           | | |
| 12                    | Winschoten Station - Bad Nieuweschans Hoofdstraat                         | Blijham, Bellingwolde                                                                                           | Rijdt niet doordeweeks na 21:00, op zaterdagavond en op zondag. Rijdt een keer per dag van Bad Nieuweschans naar Winschoten en een à twee keer per dag van Bellingwolde naar Bad Nieuweschans. |
| 13                    | Winschoten Station - Veendam Station                                      | Heiligerlee, Westerlee, Meeden, Muntendam                                                                       | |
| 14                    | Stadskanaal Busstation - Winschoten Station                               | Alteveer, Onstwedde, Smeerling, Vlagtwedde, Wedde, Weddermeer, Blijham                                          | |
| 17                    | Winschoten Station - Scheemda Station                                     | Beerta, Finsterwolde, Midwolda                                                                                  | |
| 23                    | Winschoten Station - Veendam Station                                      | Pekela's | |
| 24                    | Winschoten Station - Assen Station                                        | Pekela's, Stadskanaal, Nieuw Buinen, Buinerveen, Buinen, Borger, Rolde                                          | |
| 35                    | Groningen Hoofdstation - Oldehove Niehoofsterweg                          | Aduard, Den Ham                                                                                                 | |
| 39                    | Groningen Hoofdstation - Surhuisterveen Van Duinenstraat                  | Aduard, Zuidhorn, Niekerk, Oldekerk, Sebaldeburen, Grootegast, Doezum, Kornhorn, Opende                         | |
| 41                    | Uithuizen Station - Appingedam Busstation                                 | Roodeschool, Eemshaven, Holwierde                                                                               | Rijdt niet in het weekend |
| 42                    | Emmen Station - Vlagtwedde Marke                                          | Emmer-Erfscheidenveen, Emmer-Compascuum, Munsterscheveld, Munnekemoer, Barnflair                                | Rijdt niet 's avonds en in het weekend |
| 43                    | Delfzijl Station - Woldendorp Zwaagweg                                    | Farmsum, Borgsweer, Termunterzijl, Termunten                                                                    | Rijdt niet 's avonds en in het weekend. |
| 50                    | Groningen Hoofdstation - Assen Station                                    | Haren, Harendermolen, Glimmen, De Punt, Vries, Ubbena                                                           | |
| 51                    | Groningen Hoofdstation - Assen Station                                    | Haren, Onnen, Noordlaren, Midlaren, Zuidlaren, Schuilingsoord, Annen, Anloo, Gasteren, Loon                     | |
| 61                    | Groningen Hoofdstation - Uithuizen Station                                | Zuidwolde, Bedum, Onderdendam, Middelstum, Kantens, Usquert                                                     | |
| 65                    | Groningen Hoofdstation - Zoutkamp Marnestraat                             | Adorp, Wetsinge, Winsum, Mensingeweer, Eenrum, Wehe den Hoorn, Leens, Ulrum                                     | |
| 68                    | Winsum Station - Hornhuizen Kerk                                          | Baflo, Den Andel, Westernieland, Pieterburen, Broek, Kleine Huisjes, Kloosterburen                              | |
| 71                    | Veendam Station - Stadskanaal Busstation                                  | Wildervank, Bareveld                                                                                            | |
| 72                    | Winschoten Station - Emmen Station                                        | Blijham, Vlagtwedde, Bourtange, Sellingen, Ter Wisch, Ter Apel, Nieuw-Weerdinge, Weerdinge                      | Rijdt alleen van mei t/m oktober ook in het weekend (en alleen tussen Sellingen en Vlagtwedde).                                                                                                |
| 73                    | Stadskanaal Busstation - Emmen Station                                    | Musselkanaal, Ter Apelkanaal, Ter Apel, Nieuw-Weerdinge, Weerdinge                                              | |
| 74                    | Stadskanaal Busstation - Emmen Station                                    | Musselkanaal, Valthermond, Valthe, Klijndijk                                                                    | |
| 75                    | Emmen Station - Stadskanaal Busstation                                    | Klijndijk, Odoorn, Exloo, Tweede Exloërmond, Musselkanaal                                                       | |
| 76                    | Groningen Hoofdstation - Hoogezand De Hooge Meeren                        | Waterhuizen, Westerbroek, Foxhol                                                                                | |
| 77                    | Wildervank N33 - P+R Gieten                                               | De Hilte | |
| 83                    | Assen Station - Leek Centrum                                              | Ter Aard, Zeijen, Peest, Norg, Langelo, Alteveer, Roderesch, Roden, Nietap                                      | |
| 85                    | Oosterwolde Busstation - Groningen Hoofdstation                           | Weper, Haule, Haulerwijk, Een-West, Zevenhuizen, Leek, Midwolde, Oostwold, P+R Hoogkerk                         | Rijdt alleen in de ochtendspits en na 14:00 uur naar Groningen. |
| 89                    | Ureterp Centrum - Marum P+R Marum                                         | Siegerswoude, De Wilp                                                                                           | Rijdt niet 's avonds en in het weekend |
| 109                   | Assen Station - Zernike Campus                                            | Vries, Bunne, Peize, P+R Hoogkerk                                                                               | |
| 110                   | Groningen Hoofdstation - Assen Station                                    | | |
| 119                   | Winschoten Station - Delfzijl Station                                     | Heiligerlee, Scheemda, Nieuwolda, Wagenborgen                                                                   | |
| 133                   | Groningen Hoofdstation - Surhuisterveen Nije Jirden                       | Boerakker, Sebaldeburen, Grootegast, Doezum, Kornhorn, Opende                                                   | |
| 163                   | Groningen Hoofdstation - Lauwersoog Veerhaven                             | Noorderhoogebrug, Adorp, Sauwerd, Winsum                                                                        | |
| 171                   | Veendam Station - Groningen Zernike                                       | Borgercompagnie, Kiel-Windeweer, Hoogezand                                                                      | Rijdt niet 's avonds na 20:00 en in het weekend. |
| 174                   | Zuidbroek Station - Veendam Station                                       | Muntendam | Rijdt niet 's avonds en in het weekend. |
| 178                   | Groningen Hoofdstation - Appingedam Busstation/Woldendorp Dollard College | Froombosch, Slochteren, Schildwolde, Hellum, Siddeburen, (Wagenborgen)                                          | Rijdt alleen in de spits door van Siddeburen naar Appingedam of Woldendorp. |
| 274                   | Zuidbroek Station - Veendam Station                                       | Muntendam, Meeden                                                                                               | Rijdt alleen 's avonds en in het weekend. |
| Qliner                |                                                                           | | |
| 300                   | Groningen Hoofdstation - Emmen Station                                    | Westlaren, Gieten, Borger                                                                                       | |
| 304                   | Groningen Hoofdstation - Drachten Himsterhout                             | P+R Hoogkerk, P+R Leek/A7, Boerakker, Marum                                                                     | |
| 309                   | Groningen Hoofdstation - Assen Kloosterveen                               | | |
| 310                   | Veendam Station - Assen Station                                           | Bareveld, Gieten, Rolde                                                                                         | |
| 312                   | Groningen Hoofdstation - Stadskanaal Busstation                           | Haren, Gieten, Gasselte, Gasselternijveen                                                                       | Rijdt 's avonds en op zondag alleen tussen Gieten en Stadskanaal. |
| 314                   | Groningen Hoofdstation - Drachten Himsterhout                             | | |
| 319                   | Groningen Hoofdstation - Assen Kloosterveen                               | | Non-stopversie van lijn 309. |
| Nachtbussen           |                                                                           | | |
| 404                   | Groningen Hoofdstation - Drachten Himsterhout                             | P+R Hoogkerk, P+R Leek/A7, Boerakker, Marum                                                                     | Rijdt alleen van donderdag- t/m zaterdagnacht. |
| 406                   | Groningen Hoofdstation - Delfzijl Station                                 | Ten Boer, Garrelsweer, Appingedam                                                                               | Rijdt alleen van donderdag- t/m zaterdagnacht. |
| 409                   | Groningen Station - Assen Station                                         | | Rijdt alleen van donderdag- t/m zaterdagnacht. |
| 410                   | Groningen Station → Assen Station                                         | De Punt, Vries, Ubbena                                                                                          | Rijdt alleen op zaterdagnacht. |
| 417                   | Groningen Hoofdstation - Groningen Hoofdstation                           | Peizermade, Peize, Roden, Leek                                                                                  | Rijdt alleen van donderdag- t/m zaterdagnacht. |
| 418                   | Groningen Hoofdstation - P+R Gieten                                       | Haren, Zuidlaren, Annen                                                                                         | Rijdt alleen van donderdag- t/m zaterdagnacht. |
| Spits-/schoolbussen   |                                                                           | | |
| 17                    | Groningen Hoofdstation → Groningen Hoofdstation                           | Oranjebuurt, Vinkhuizen                                                                                         | |
| 36                    | Oldehove Niehoofsterweg - Winsum Station                                  | Ezinge, Feerwerd, Garnwerd                                                                                      | |
| 45                    | Middelstum Delleweg - Spijk Melkweg                                       | Loppersum, Zeerijp, 't Zandt, Godlinze                                                                          | |
| 107                   | Stadskanaal Busstation - Zernike Campus                                   | Bareveld, Annerveenschekanaal, Kiel-Windeweer, Hoogezand                                                        | |
| 139                   | Groningen Hoofdstation - Surhuisterveen Torenplein                        | De Poffert, Enumatil, Niekerk, Oldekerk, Sebaldeburen, Grootegast, Doezum, Kornhorn, Opende                     | |
| 165                   | Groningen Hoofdstation - Zoutkamp Marnestraat                             | Adorp, Wetsinge, Winsum, Mensingeweer, Wehe den Hoorn, Leens, Ulrum                                             | 's Ochtends van Zoutkamp naar Groningen en 's middags van Groningen naar Zoutkamp. |
| 173                   | Stadskanaal Busstation - Emmen Station                                    | Ter Apel | |
| 209                   | Groningen Hoofdstation - Groningen Airport Eelde                          | P+R Haren/A28, Paterswolde                                                                                      | |
| 617                   | Scheemda Station - Woldendorp Dollard College                             | Midwolda, Oostwold                                                                                              | 's Ochtends van Scheemda naar Woldendorp en 's middags van Woldendorp naar Scheemda. |
| 637                   | Zuidhorn Station - Zoutkamp Marnestraat                                   | Noordhorn, Niezijl, Kommerzijl, Munnekezijl                                                                     | |
| 640                   | Appingedam Busstation - Woldendorp Dollard College                        | Delfzijl | |
| 641                   | Spijk Melkweg - Woldendorp Dollard College                                | Bierum, Holwierde, Delfzijl                                                                                     | 's Ochtends van Spijk naar Woldendorp en 's middags van Woldendorp naar Spijk. |

## Concessie Publiek Vervoer Groningen-Drenthe (diverse taxibedrijven)
De provincie Groningen is opgedeeld in 4 gebieden, Noord-Groningen (UVO/Van Dijk), Oost-Groningen (De Grooth), Zuidwest-Groningen (Nuis) en Centraal-Groningen (CTS). Onderstaande dienstregeling geldt vanaf 15 december 2024.
| Lijn     | Route                                                   |                                                                                                | Vervoerder   | (Deel)concessie    | Opmerkingen                                  |
| -------- | ------------------------------------------------------- | ---------------------------------------------------------------------------------------------- | ------------ | ------------------ | -------------------------------------------- |
| Buurtbus |                                                         |                                                                                                |              |                    |                                              |
| 510      | Veendam Station - Wildervank Westerhave                 |                                                                                                | De Grooth    | Oost-Groningen     | Ringlijn.                                    |
| 512      | Stadskanaal Busstation - Sellingen Kerkpad              | Mussel, Kopstukken, Jipsingboertange, Jipsinghuizen                                            | De Grooth    | Oost-Groningen     |                                              |
| 515      | Hoogezand Medisch Centrum → Hoogezand Medisch Centrum   | Noorderpark, Sappemeer, Station, Sappemeer, Westeind, Oosterpark, Westerpark, Centrum, Gorecht | De Grooth    | Oost-Groningen     |                                              |
| 516      | Hoogezand Medisch Centrum - Harkstede Schout Poelmanweg | Foxhol, Kolham, Scharmer                                                                       | De Grooth    | Oost-Groningen     |                                              |
| 517      | Hoogezand Medisch Centrum - Noordbroek Markt            | Sappemeer, Zuidbroek                                                                           | De Grooth    | Oost-Groningen     |                                              |
| 545      | Delfzijl Station - Farmsum Kerk                         |                                                                                                | UVO/Van Dijk | Noord-Groningen    | Ringlijn, rijdt om en om links- of rechtsom. |
| 549      | Appingedam Busstation - Scheemda Ziekenhuis             | Laskwerd, Siddeburen, Noordbroek                                                               | UVO/Van Dijk | Noord-Groningen    |                                              |
| 562      | Loppersum Station - Uithuizen Station                   | Westeremden, Garsthuizen, Zandeweer, Doodstil                                                  | UVO/Van Dijk | Noord-Groningen    |                                              |
| 563      | Winsum Winkelcentrum - Ten Boer Koopmansplein           | Onderdendam, Bedum, Sint Annen                                                                 | UVO/Van Dijk | Noord-Groningen    |                                              |
| 564      | Appingedam Busstation - Ten Boer Koopmansplein          | Overschild, Wittewierum                                                                        | UVO/Van Dijk | Noord-Groningen    |                                              |
| 565      | Houwerzijl Meester S. de Jongestraat - Leens Centrum    | Zuurdijk, Wehe den Hoorn, Kloosterburen                                                        | UVO/Van Dijk | Noord-Groningen    | Rijdt onder de naam 'Flexbus De Marne'.      |
| 589      | Hoogkerk P+R - Marum Raadhuisstraat                     | De Poffert, Oostwold, Lettelbert, Leek, Tolbert, Niebert, Nuis                                 | Taxi Nuis    | Zuidwest-Groningen |                                              |

## Concessie Regionaal spoorvervoer Fryslân en Groningen (Arriva)
Onderstaande dienstregeling geldt vanaf 15 december 2024.
| Serie            | Treinsoort         | Route                                                                           | Bijzonderheden |
| ---------------- | ------------------ | ------------------------------------------------------------------------------- | --- |
| 20100 RS 6 RB 57 | Stoptrein (Arriva) | Groningen – Zuidbroek – Bad Nieuweschans – Weener – ‒ Leer                      | Ook wel Wiederline genoemd. Vanwege brugschade geen treinverkeer mogelijk tussen Weener en Leer. Op dit traject rijdt lijnbus 620 van Weser-Ems Bus. Er rijden ook Arrivabussen tussen Groningen en Leer v.v. |
| 37300 RE 1       | Sneltrein (Arriva) | Leeuwarden – Groningen – Groningen Europapark                                   | Stopt 2x/uur in Feanwâlden en alternerend in Buitenpost en Zuidhorn. |
| 37400 RS 1       | Stoptrein (Arriva) | Leeuwarden – Groningen – Groningen Europapark                                   | Is tijdens de spitsuren gekoppeld aan spitssneltrein RE6 (treinserie 37900). |
| 37500 RS 6       | Stoptrein (Arriva) | Groningen – Zuidbroek – Winschoten – Bad Nieuweschans                           | Rijdt alleen op zondag. |
| 37600 RS 4       | Stoptrein (Arriva) | Eemshaven – Roodeschool – Groningen – Zuidbroek – Winschoten – Bad Nieuweschans | Voor 6:30 uur en na 21:00 uur wordt niet gereden tussen Eemshaven en Roodeschool. Rijdt op zondag niet tussen Groningen en Bad Nieuweschans. Dit trajectdeel wordt dan gereden door treinserie 37500.         |
| 37700 RS 5       | Stoptrein (Arriva) | Groningen – Delfzijl                                                            | Rijdt alleen op zondag. |
| 37800 RS 7       | Stoptrein (Arriva) | Delfzijl – Groningen – Zuidbroek – Veendam                                      | Op zondag wordt één keer per uur gereden tussen Groningen en Veendam. Tussen Delfzijl en Groningen rijdt dan stoptrein 37700.                                                                                 |
| 37900 RE 6       | Sneltrein (Arriva) | Groningen – Winschoten                                                          | Rijdt enkel in de spitsuren en is gekoppeld aan stoptrein RS1 (treinserie 37400). |

## Lijnen uit grensoverschrijdende concessies in de provincie Groningen
De concessiegrenzen van de concessies in Groningen overschrijden nergens de provinciegrens, maar enkele buslijnen doen dit wel. Dit is echter ook andersom, lijnen uit concessies in andere provincies rijden in Groningen. Hieronder staan alle buslijnen die horen bij concessies uit andere provincies opgesomd.
| Lijn                                | Route                                         | Via | Soort                     | Opmerkingen                              |
| Concessie Fryslân (Qbuzz)           | Concessie Fryslân (Qbuzz)                     | Concessie Fryslân (Qbuzz)                                                                                        | Concessie Fryslân (Qbuzz) | Concessie Fryslân (Qbuzz)                |
| ----------------------------------- | --------------------------------------------- | --- | ------------------------- | ---------------------------------------- |
| 51                                  | Lauwersoog Dorp - Leeuwarden Station          | Eanjum, Moarre, Mitselwier, Dokkum, Damwâld, Rinsumageast, Readtsjerk, Aldtsjerk, Oentsjerk, Gytsjerk, Ryptsjerk | Streekbus                 |                                          |
| 101                                 | Grootegast Centrum - Kootstertille Âlde Dyk   | Lutjegast, Stroobos, Gerkesklooster, Buitenpost, Twijzel                                                         | buurtBuzz                 | Rijdt niet 's avonds en in het weekend   |
| 315                                 | Groningen Hoofdstation - Emmeloord Busstation | P+R Hoogkerk, Heerenveen, Joure, Lemmer, Bant                                                                    | Qliner                    |                                          |
| 324                                 | Groningen Hoofdstation - Heerenveen Station   | P+R Hoogkerk, Drachten                                                                                           | Qliner                    | Rijdt alleen 's avonds en in het weekend |
| Verkeersverbond VEJ (Weser-Ems Bus) |                                               | |                           |                                          |
| 620                                 | Bad Nieuweschans Station - Leer ZOB           | Bunderneuland, Bunde, Möhlenwarf, Weener, Hörnhusen, Kirchborgum, Coldam                                         | Treinvervangende bus      |                                          |